# ジョヴァンナ1世 (ナポリ女王)
ジョヴァンナ1世・ダンジョ（Giovanna I d'Angiò, 1327年 - 1382年5月12日）は、ナポリ女王（在位：1343年 - 1382年）。エルサレム女王、シチリア女王、アカイア公、プロヴァンス伯、フォルカルキエ伯の称号を有した。ナポリ王ロベルトの長男カラブリア公カルロと、フランス王フィリップ6世の異母妹マリーア・ディ・ヴァロワの娘。

## 生涯
1343年、祖父のロベルトを継いでナポリ女王となった。しかし、王位を又従兄のハンガリー王ラヨシュ1世に狙われ（ラヨシュ1世のナポリ遠征）、1347年にナポリから追放され、フランスへ亡命し、1352年に復帰を果たした。当初、ジョヴァンナは教皇ウルバヌス6世の支持者であったが、後に対立し、1381年にウルバヌス6世はジョヴァンナをナポリ王位から退位させ、カルロ・ディ・ドゥラッツォに王位を与える決定を行った。一方、子のいなかったジョヴァンナは1382年にヴァロワ＝アンジュー家のルイ1世・ダンジューを後継者とすることを決定したため、同年にムーロ・ルカーノでラヨシュ1世の命を受けた又従弟のカルロ・ディ・ドゥラッツォによって暗殺され、最後の夫に先立って死去した。代わってカルロ・ディ・ドゥラッツォがカルロ3世として王位についた。カルロ3世はまた、ジョヴァンナの妹マリア・ディ・カラブリアの娘マルゲリータの夫でもあった。
ジョヴァンナは4度結婚した。最初にハンガリー王ラヨシュ1世の弟で又従兄に当たるアンドラーシュ（エンドレ）と結婚したが、1345年に暗殺された（ジョヴァンナ自身が加担したとも言われる）。アンドラーシュとの間には1男カルロ・マルテッロ（1345年 - 1348年、カラブリア公）が生まれたが早世している。翌1346年に父カルロの従弟であり自身の母方の従兄でもあるターラント公ルイージと2度目の結婚をしたが、1362年に死別した。ルイージとの間には2女が生まれたが、いずれも早世している。翌1363年にマヨルカ王ジャウメ4世と結婚したが、1375年に死別し、子は生まれなかった。翌1376年にブラウンシュヴァイク＝グルーベンハーゲン公オットー（ハインリヒ2世の息子）と最後の結婚をしたが、子は生まれなかった。
なお、1348年に教皇クレメンス6世がジョヴァンナからアヴィニョンを買い取っている。その後アヴィニョンは教皇宮殿を中心に国際ゴシック様式が流行、フランス革命で没収されるまで教皇領の一部となった。